# Gonatopodinae
Gonatopodinae es una subfamilia de insectos de la familia Dryinidae. Hay más de 400 especies en 23 géneros de distribución mundial. Parasitan a  Cicadellidae y Fulgoroidea. Las hembras de muchas especies carecen de alas y son mímicas de hormigas.

## Géneros
- Adryinus Olmi, 1984
- Echthrodelphax R.C.L. Perkins, 1903
- Epigonatopus R.C.L. Perkins 1905
- Esagonatopus Olmi, 1984
- Eucamptonyx R.C.L. Perkins, 1907
- Gonatopus Ljungh, 1810
- Gynochelys Brues 1906
- Haplogonatopus R.C.L. Perkins, 1905

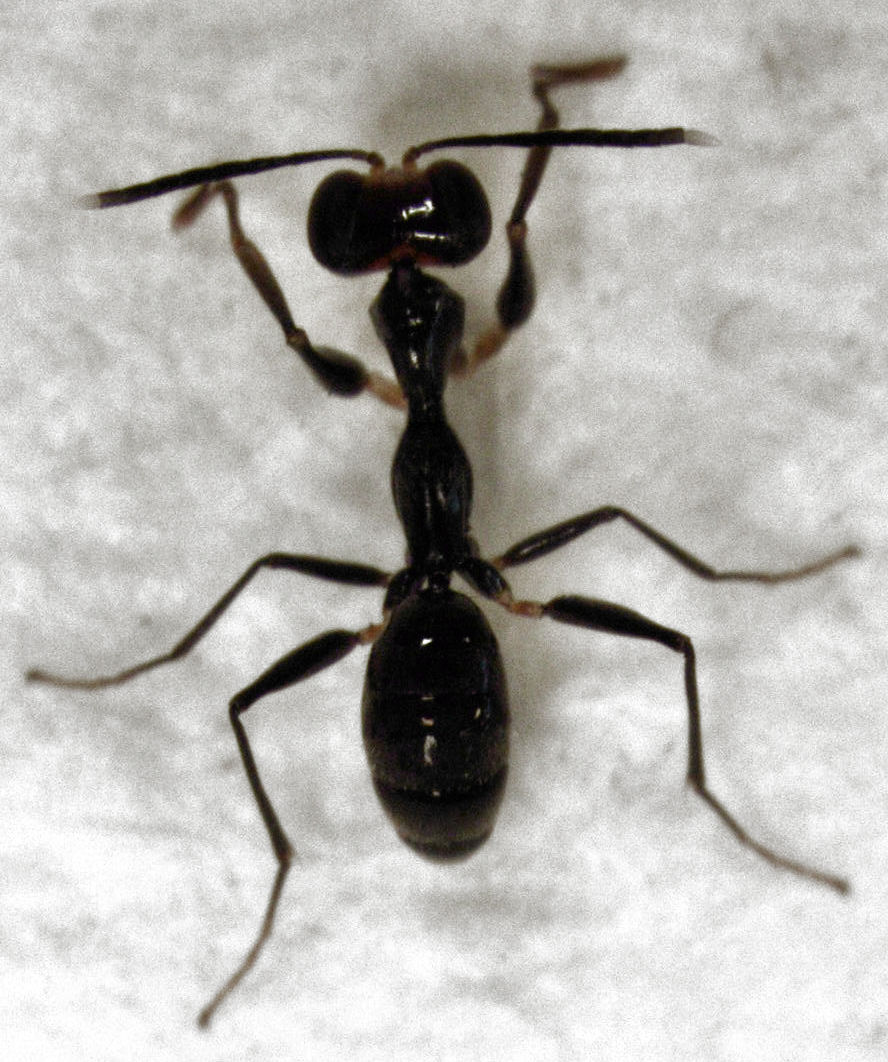
Gonatopus zealandicus, hembra sin alas.

- Neodryinus R.C.L. Perkins, 1905
- Pareucamptonyx Olmi, 1989
- Pentagonatopus Olmi 1984
- Trichogonatopus Kieffer, 1909